# آنا گورنوستای
آنا گورنوستای (لهستانی: Anna Gornostaj؛ زادهٔ ۲۳ فوریهٔ ۱۹۶۰) بازیگر و صداپیشه اهل لهستان است.
از فیلم‌ها یا مجموعه‌های تلویزیونی که وی در آن‌ها نقش داشته‌است، می‌توان به ... من مخالفم، رانندگان جایگزین، ورای تخت جراحی، هفت آرزو، سال‌های شیرین، ده فرمان ۱۰، زندگی دوگانه ورونیکا، طایفه، ع چون عشق، خانه کشیش، پدر متیو، رنگ‌های خوشبختی، مادران، پرستار کودک، کارآگاهان جنایی و در خوشی و سختی اشاره نمود.